# Чеснівка (Звенигородський район)
Чесні́вка — село в Україні, в Лисянській селищній громаді Звенигородського району Черкаської області. Підпорядковується Хижинській сільській раді.

## Стислі відомості
Населення села становить 140 осіб (2005; 159 в 2001).
Село розташоване на обох берегах річки Левківки, лівої притоки Калинівки (басейн Гнилого Тікича). На річці збудовано кілька ставків.
На території Чеснівки археологами були знайдені поселення трипільської культури та курган. На землях села проходили запеклі бої Корсунь-Шевченківської битви, тут встановлено пам'ятний знак герою Радянського Союзу Д. М.Синенкову, де він здійснив свій подвиг.
В селі працюють фельдшерсько-акушерський пункт та сільська бібліотека. До Чеснівки підведений газопровід, що постачає селянам блакитне паливо.

## Постаті
Уродженцями села є
- герой Радянського Союзу — Тищик Євген Костянтинович (1919–1944), який героїчно загинув в Умані,
- майстер народної творчості Шпак Василь Дем'янович (1929 — ?).

## Населення
Згідно з переписом УРСР 1989 року чисельність наявного населення села становила 183 особи, з яких 79 чоловіків та 104 жінки.
За переписом населення України 2001 року в селі мешкало 159 осіб. 100 % населення вказало своєю рідною мовою українську мову.

### Мова
Розподіл населення за рідною мовою за даними перепису 2001 року:
| Мова       | Кількість | Відсоток |
| ---------- | --------- | -------- |
| українська | 159       | 100%     |